# Hans O. Peters
Hans Otto Theodor Peters (* 17. Mai 1894 in Hamburg, Deutschland; † 12. Juni 1980 in Laguna Beach, Orange County, Kalifornien) war ein deutschamerikanischer Architekt und Filmarchitekt mit Karriere beim US-amerikanischen Film, einer der führenden Szenenbildner bei 20th Century Fox und MGM.

## Leben und Wirken
Hans O. Peters hatte in Deutschland Architektur studiert. Am 27. März 1923 übersiedelten er und seine (seit Oktober 1919) Ehefrau Herta Maria, seine Schwester, die Mutter und Peters' 1921 in Hamburg geborene Tochter Anke in die Vereinigten Staaten. In Pasadena beabsichtigte Peters, sich als Architekt niederzulassen. Dort hatte er zunächst in seinem erlernten Beruf gearbeitet und wurde 1927 in Glendale Vater eines Sohnes namens Detlef.
Die Nähe zur Filmstadt Los Angeles brachte ihn bald nach Hollywood. Dort stieß er 40-jährig zum Film. In den kommenden drei Jahrzehnten beteiligte sich Hans Peters an Filmbauten zu einer Fülle von A-Produktionen, darunter Ende der 1930er Jahre mehrere Shirley-Temple-Kassenerfolge wie Heidi und (nach dem Krieg) ausstattungsprächtige Leinwandklassiker vom Schlage Der Spieler, Scaramouche, der galante Marquis und Die Ritter der Tafelrunde.
Peters, der am 9. November 1938 die amerikanische Staatsbürgerschaft erhielt, wurde insgesamt fünfmal für den Oscar nominiert. In der weitgehend filmfreien Zeit 1938 bis 1940 hielt sich Peters zeitweise in Norwegen auf. Diesen Aufenthalt beendete er mit Ausbruch des Zweiten Weltkriegs und kehrte Anfang Oktober 1939 in die Vereinigten Staaten zurück.
In den Jahren 1957 bis 1959 entwarf Peters die Bauten zu drei Fernsehserien.

## Filmografie (Auswahl)
- 1934: Hell in the Heavens
- 1935: Dressed to Thrill
- 1936: Mississippi-Melodie (Banjo on My Knee)
- 1936: Matura (Girls' Dormitory)
- 1936: Pigskin Parade
- 1936: Wir marschieren um Mitternacht (The Road to Glory)
- 1937: Café Metropol (Café Metropole)
- 1937: Das letzte Sklavenschiff (Slave Ship)
- 1937: Heidi
- 1937: Shirley auf Welle 303 (Rebecca of Sunnybrook Farm)
- 1938: The Baroness and the Butler
- 1938: Always Goodbye
- 1938: Submarine Patrol
- 1938: Der Hund von Baskerville
- 1938: Die kleine Prinzessin (The Little Princess)
- 1939: Premiere in Hollywood (Second Fiddle)
- 1940: The Man I Married
- 1940: Pot o’ Gold
- 1942: Tarzan und die Nazis
- 1942: Stage Door Canteen
- 1943: Tarzan, Bezwinger der Wüste
- 1943: So This Is Washington
- 1944: Musik für Millionen (Music for Millions)
- 1944: Flitterwochen zu Dritt (Thrill of a Romance)
- 1945: Das Bildnis des Dorian Gray (The Picture of Dorian Gray)
- 1945: Twice Blessed
- 1945: Eine Falle für die Braut (Easy to Wed)
- 1945: Das Vermächtnis (The Green Years)
- 1946: Clara Schumanns große Liebe (Song of Love)
- 1948: Akt der Gewalt (Act of Violence)
- 1948: Der Spieler (The Great Sinner)
- 1948: Schicksal in Wien (The Red Danube)
- 1949: Kesselschlacht (Battleground)
- 1949: Ein charmanter Flegel (Key to the City)
- 1950: Kim – Geheimdienst in Indien (Kim)
- 1951: Die rote Tapferkeitsmedaille (The Red Badge of Courage)
- 1951: Scaramouche, der galante Marquis
- 1952: Mann gegen Mann (Lone Star)
- 1952: Eine Leiche auf Rezept (Remains to be Seen)
- 1952: Small Town Girl
- 1953: Die Ritter der Tafelrunde
- 1953: Eine Leiche auf Rezept (Remains to bei Seen)
- 1954: Heißes Pflaster (Rogue Cop)
- 1954: Ein Mann liebt gefährlich (Many Rivers to Cross)
- 1955: Das Schloß im Schatten (Moonfleet)
- 1955: Diane – Kurtisane von Frankreich (Diane)
- 1955: Vincent van Gogh – Ein Leben in Leidenschaft
- 1956: Tödlicher Skandal (Slander)
- 1956: Die Macht und ihr Preis (The Power and the Prize)
- 1956: Die große Schuld (Man on Fire)
- 1957: Luftfracht Opium (Tip on a Dead Jockey)
- 1958: Mit 17 am Abgrund (High School Confidential)
- 1959: Eine tolle Nummer (It Started With a Kiss)
- 1959: Die Madonna mit den zwei Gesichtern (The Miracle)
- 1959: Blonde Locken – scharfe Krallen (Girls Town)
- 1959: Wenn das Blut kocht (Never So Few)
- 1959: Tarzan, der Herr des Urwaldes (Tarzan the Ape Man)
- 1959: Die den Tod nicht fürchten
- 1959: Meisterschaft im Seitensprung (Please Don’t Eat the Daisies)
- 1960: Rückkehr nach Peyton Place (Return to Peyton Place)
- 1961: Sexy! (Boys’ Night Out)
- 1962: Männer – hart wie Eisen (The Hook)
- 1963: Nur für Offiziere